# Final de la Eurocopa 2008
La final de la Eurocopa 2008 fue un partido de fútbol que se disputó el 29 de junio de 2008 en el Estadio Ernst Happel de Viena, Austria. Los dos ganadores de los partidos de semifinales, Alemania y España, se enfrentaron en un único partido de 90 minutos. Antes de la final se realizó la ceremonia de clausura del evento, cuyo principal presentación fue la del himno Can you hear me, interpretado por Enrique Iglesias.
Al principio, Alemania mantuvo el dominio del partido, pero poco a poco comenzó a perder el control de este. A los 32', Xavi Hernández asiste a Fernando Torres quien disputa el balón con Philipp Lahm y, ante la salida del portero Jens Lehmann, logra esquivarlo y anotar un gol. Con el marcador a favor, España controló el encuentro y pese a los intentos alemanes de empatar, el encuentro terminaría 0:1. La selección de España, imbatida, se coronó así por segunda vez campeona de la Eurocopa tras la Eurocopa 1964, rompiendo una sequía de 44 años sin ganar un torneo internacional.
Fue la segunda vez en el torneo en la que el campeón ganó todos los partidos de la fase de grupos, tras conseguirlo Francia en 1984, así como la primera vez que ganaba un equipo imbatido en el torneo desde que lo consiguiera Alemania en 1996.

## Camino a la final
| Equipo   | Pts | PJ | PG | PE | PP | GF | GC | Dif |
| -------- | --- | -- | -- | -- | -- | -- | -- | --- |
| Croacia  | 9   | 3  | 3  | 0  | 0  | 4  | 1  | 3   |
| Alemania | 6   | 3  | 2  | 0  | 1  | 4  | 2  | 2   |
| Austria  | 1   | 3  | 0  | 1  | 2  | 1  | 3  | -2  |
| Polonia  | 1   | 3  | 0  | 1  | 2  | 1  | 4  | -3  |

| Equipo | Pts | PJ | PG | PE | PP | GF | GC | Dif |
| ------ | --- | -- | -- | -- | -- | -- | -- | --- |
| España | 9   | 3  | 3  | 0  | 0  | 8  | 3  | 5   |
| Rusia  | 6   | 3  | 2  | 0  | 1  | 4  | 4  | 0   |
| Suecia | 3   | 3  | 1  | 0  | 2  | 3  | 4  | -1  |
| Grecia | 0   | 3  | 0  | 0  | 3  | 1  | 5  | -4  |

## Partido

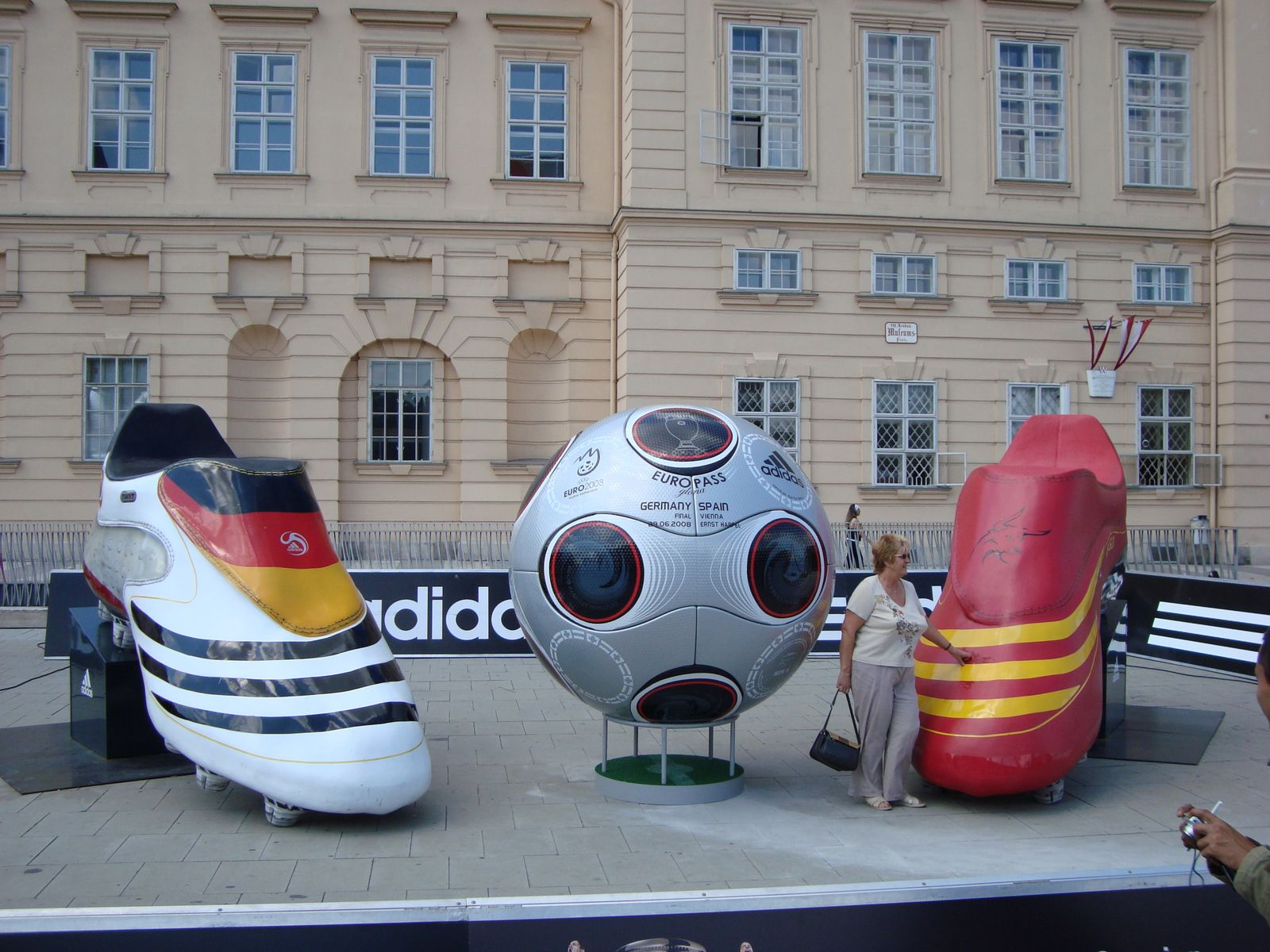
Balón y botas de las selecciones finalistas a gran escala, conmemorativas de la Final.

España llegaba a su tercera final de la Eurocopa. Si conseguía el título, igualaba a la selección francesa como segundo conjunto en el palmarés de la competición europea hasta entonces.
Alemania mientras tanto llegaba a su sexta final, confirmando su supremacía en el torneo donde era la máxima dominadora con 3 títulos antes de la disputa de la final.
| 1          | POR        | Jens Lehmann           |     |
| 3          | DEF        | Arne Friedrich         |     |
| 17         | DEF        | Per Mertesacker        |     |
| 21         | DEF        | Christoph Metzelder    |     |
| 16         | DEF        | Philipp Lahm           | 46' |
| 8          | MED        | Torsten Frings         |     |
| 15         | MED        | Thomas Hitzlsperger    | 58' |
| 7          | MED        | Bastian Schweinsteiger |     |
| 13         | MED        | Michael Ballack        |     |
| 20         | MED        | Lukas Podolski         |     |
| 11         | DEL        | Miroslav Klose         | 78' |
| Entrenador | Entrenador | Joachim Löw            |     |

| 1          | POR        | Iker Casillas   |     |
| 15         | DEF        | Sergio Ramos    |     |
| 5          | DEF        | Carles Puyol    |     |
| 4          | DEF        | Carlos Marchena |     |
| 11         | DEF        | Joan Capdevila  |     |
| 19         | MED        | Marcos Senna    |     |
| 6          | MED        | Andrés Iniesta  |     |
| 8          | MED        | Xavi Hernández  |     |
| 10         | MED        | Cesc Fàbregas   | 63' |
| 21         | MED        | David Silva     | 66' |
| 9          | DEL        | Fernando Torres | 78' |
| Entrenador | Entrenador | Luis Aragonés   |     |

| 2  | DEF | Marcell Jansen | 46' |
| 22 | DEL | Kevin Kurányi  | 58' |
| 9  | DEL | Mario Gómez    | 78' |

| 14 | MED | Xabi Alonso   | 63' |
| 12 | MED | Santi Cazorla | 66' |
| 17 | DEL | Daniel Güiza  | 78' |

| Anotado | 33' | Fernando Torres | 0–1 |

| Amonestado | 43' | Michael Ballack |
| Amonestado | 87' | Kevin Kurányi   |

| Amonestado | 43' | Iker Casillas   |
| Amonestado | 74' | Fernando Torres |

| Árbitro             | Roberto Rosetti     |
| Árbitros asistentes | Paolo Calcagno      |
| Árbitros asistentes | Alessandro Griselli |
| Cuarto árbitro      | Peter Fröjdfeldt    |

| 1          | POR        | Jens Lehmann           |     |
| 3          | DEF        | Arne Friedrich         |     |
| 17         | DEF        | Per Mertesacker        |     |
| 21         | DEF        | Christoph Metzelder    |     |
| 16         | DEF        | Philipp Lahm           | 46' |
| 8          | MED        | Torsten Frings         |     |
| 15         | MED        | Thomas Hitzlsperger    | 58' |
| 7          | MED        | Bastian Schweinsteiger |     |
| 13         | MED        | Michael Ballack        |     |
| 20         | MED        | Lukas Podolski         |     |
| 11         | DEL        | Miroslav Klose         | 78' |
| Entrenador | Entrenador | Joachim Löw            |     |

| 1          | POR        | Iker Casillas   |     |
| 15         | DEF        | Sergio Ramos    |     |
| 5          | DEF        | Carles Puyol    |     |
| 4          | DEF        | Carlos Marchena |     |
| 11         | DEF        | Joan Capdevila  |     |
| 19         | MED        | Marcos Senna    |     |
| 6          | MED        | Andrés Iniesta  |     |
| 8          | MED        | Xavi Hernández  |     |
| 10         | MED        | Cesc Fàbregas   | 63' |
| 21         | MED        | David Silva     | 66' |
| 9          | DEL        | Fernando Torres | 78' |
| Entrenador | Entrenador | Luis Aragonés   |     |

| 2  | DEF | Marcell Jansen | 46' |
| 22 | DEL | Kevin Kurányi  | 58' |
| 9  | DEL | Mario Gómez    | 78' |

| 14 | MED | Xabi Alonso   | 63' |
| 12 | MED | Santi Cazorla | 66' |
| 17 | DEL | Daniel Güiza  | 78' |

| Anotado | 33' | Fernando Torres | 0–1 |

| Amonestado | 43' | Michael Ballack |
| Amonestado | 87' | Kevin Kurányi   |

| Amonestado | 43' | Iker Casillas   |
| Amonestado | 74' | Fernando Torres |

| Árbitro             | Roberto Rosetti     |
| Árbitros asistentes | Paolo Calcagno      |
| Árbitros asistentes | Alessandro Griselli |
| Cuarto árbitro      | Peter Fröjdfeldt    |

| \| Estadísticas \| \| \| \| Tiros \| 4 \| 13 \| \| Tiros a puerta \| 1 \| 7 \| \| Faltas \| 22 \| 19 \| \| Saques de esquina \| 4 \| 7 \| \| Fueras de juego \| 5 \| 4 \| \| Penaltis \| 0 \| 0 \| \| Posesión del balón \| 52% \| 48% \| | Alineación inicial  |                   |
| Estadísticas | Bandera de Alemania | Bandera de España |
| Tiros | 4                   | 13                |
| Tiros a puerta | 1                   | 7                 |
| Faltas | 22                  | 19                |
| Saques de esquina | 4                   | 7                 |
| Fueras de juego | 5                   | 4                 |
| Penaltis | 0                   | 0                 |
| Posesión del balón | 52%                 | 48%               |

|                            |
| Bandera de España          |
| Campeón España 2.do Título |

## Otros datos
- Los jugadores de la selección española dedicaron el título al internacional Antonio Puerta (fallecido en agosto del año 2007), así como también al doctor Genaro Borrás, que fue responsable de los servicios médicos de la selección y que falleció en mayo de ese mismo año a consecuencia de un cáncer.[2][3]
- Al partido final acudieron los Reyes de España, don Juan Carlos y doña Sofía, la Infanta doña Elena[4] y el entonces Presidente del Gobierno, José Luis Rodríguez Zapatero.

## Filmografía
- TD–TVE (30/06/2008), «Final Eurocopa 2008, gol de Torres (1–0)» en rtve.es